# Stemma di Lodi
Lo stemma di Lodi è costituito da uno scudo sannitico di color oro su cui è rappresentata una croce rossa; lo scudo è timbrato dalla corona di città ed è ornato da fronde verdi di alloro e di quercia annodate con un nastro tricolore.

## Storia

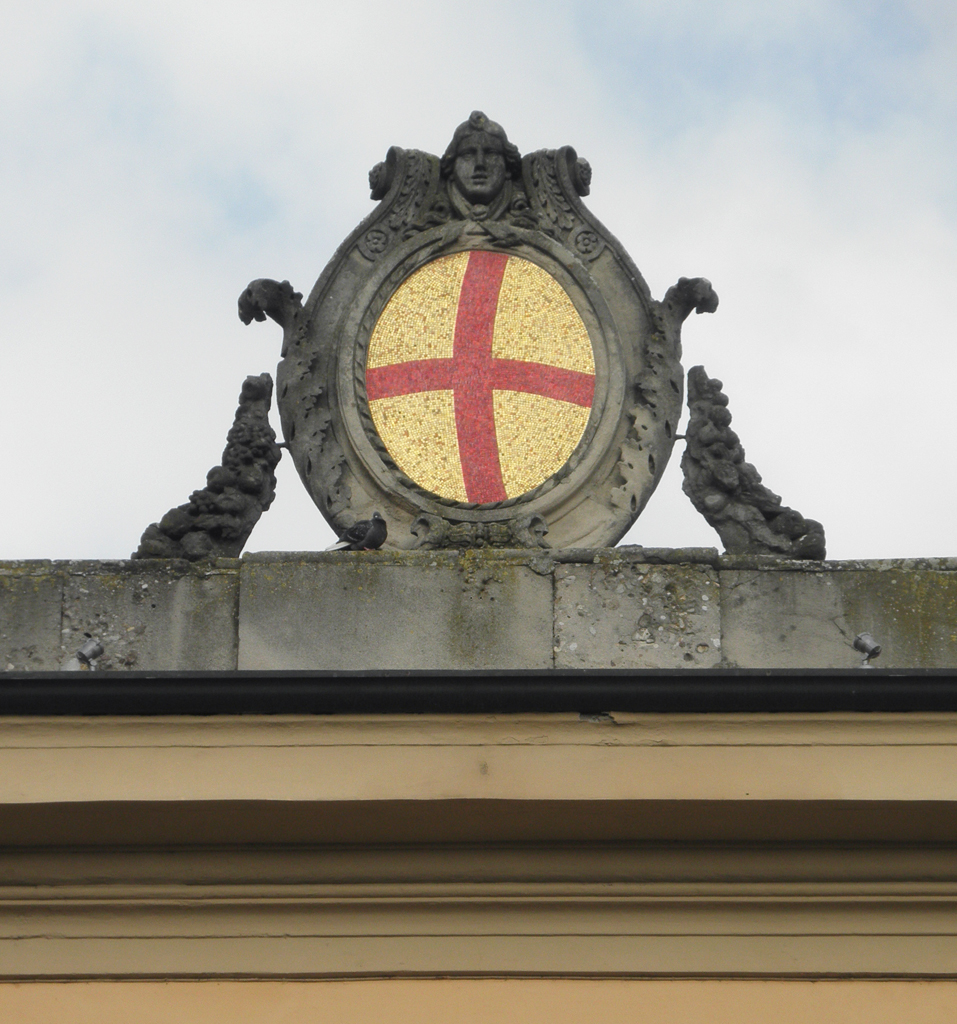
Lo scudo araldico municipale svetta sulla facciata di palazzo Broletto

### Le origini
Sulle origini dell'emblema c'è molta incertezza: alcuni storici sostengono che risalga all'epoca della prima crociata (1095), sebbene non esista alcuna fonte che dimostri la partecipazione della città all'impresa. La maggior parte degli studiosi individua invece un'origine più antica, in quanto la croce d'oro in campo rosso deriva dallo stemma dell'imperatore Costantino; i colori sarebbero poi stati invertiti. Secondo tale interpretazione, il vessillo cittadino sarebbe stato creato ancor prima della crociata, per dichiarare la fedeltà della città alla causa ghibellina e per distinguere le milizie laudensi durante le azioni belliche.

### Legami con altri emblemi
La blasonatura o i colori dello stemma di Lodi sono ripresi all'interno di altri simboli, quali gli emblemi di Lodi Vecchio, di Casaletto Lodigiano, di Ossago Lodigiano e della provincia di Lodi.
Lo stemma del comune di Lodi, inoltre, occupava il terzo quarto dell'emblema inquartato adottato dalla provincia di Milano fino al 1992, anno di istituzione della provincia di Lodi. Si trova anche nel primo quarto dell'armoriale del 3º Reggimento Genio dell'Esercito Italiano.

## Rappresentazioni artistiche dello stemma

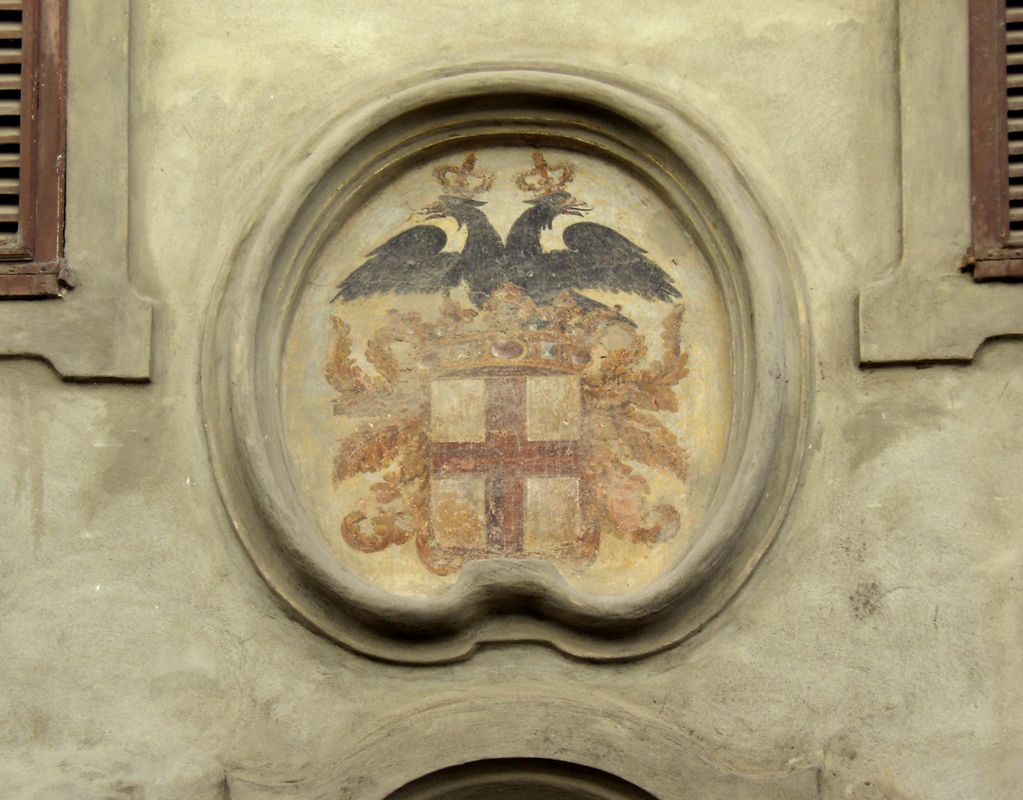
Lo scudo dello stemma di Lodi – sormontato dall'aquila bicipite – dipinto all'ingresso dell'ex convento di San Paolo. L'opera risale verosimilmente all'epoca della dominazione austriaca.

Lo scudo dello stemma comunale è rappresentato in diversi luoghi della città:
- sulla facciata di palazzo Broletto, in piazza della Vittoria;
- all'esterno e all'interno del Tempio Civico della Beata Vergine Incoronata[6], edificato nel XV secolo a spese del comune come espressione della religiosità popolare[7];
- sulla lapide della chiesa della Pace, in corso Umberto I;
- all'ingresso dell'ex convento di San Paolo, in via Fanfulla;
- sull'arco di Porta Cremona, l'unica rimasta tra le antiche porte di accesso alla città;
- sopra il portale del vecchio palazzo di giustizia, all'angolo tra via Giosuè Carducci e via Paolo Gorini;
- sopra il portale dell'istituto tecnico «Agostino Bassi», in piazza Castello;
- all'ingresso della sede dell'azienda municipalizzata Astem, in via dell'Acquedotto;
- all'ingresso del Cimitero maggiore, in viale Milano;
- all'ingresso del poligono di tiro, in via Martiri del poligono.

## Gonfalone
Il gonfalone del comune – esibito in occasione di tutte le cerimonie ufficiali – riproduce sul fronte l'iconografia araldica dello stemma e sul retro due scene storiche: la prima è dedicata al patrono san Bassiano, mentre la seconda rappresenta Federico Barbarossa – fondatore di Lodi – nell'atto di consegnare ai notabili le insegne della nuova città.

## Bandiera

La bandiera di Lodi

Il comune di Lodi dispone anche di una bandiera che riprende la blasonatura dello scudo araldico municipale (croce rossa in campo giallo).
Il vessillo cittadino – unitamente al tricolore italiano e alla bandiera europea – è esposto a palazzo Broletto e presso le sedi di alcune istituzioni legate al comune, quali la biblioteca, il museo civico, il tribunale ed altri uffici pubblici.
Dal 25 settembre 2010 uno stendardo triangolare con i colori municipali svetta in cima al Torrione del Castello Visconteo, uno dei monumenti più significativi della città.